# Kiemopening
De kiemopening of micropyle of poortje (Oudgrieks: μικρός/mikros='klein', πύλη/pulè='poort') is een kleine opening in de integumenten (zaadvliezen) die de nucellus (macrosporangium) omgeven bij de ovulum (zaadknop) van zaadplanten. 
De micropyle vormt een kanaaltje en bevindt zich meestal aan het uiteinde van de zaadknop tegenover de chalaza of vaatmerk (aanhechting van de vaatbundel). De functie van de micropyle kan zijn: toegang voor de pollenkorrels tot de nucellus, opening waardoorheen een pollinatiedruppel kan worden afgescheiden voor het vangen van pollenkorrels, of een uitgang waardoorheen een worteltje naar buiten kan groeien. De "kiemopening" heeft in veel gevallen weinig te maken heeft met de kieming en is om die reden een verkeerd gekozen term. 

## Bedektzadigen

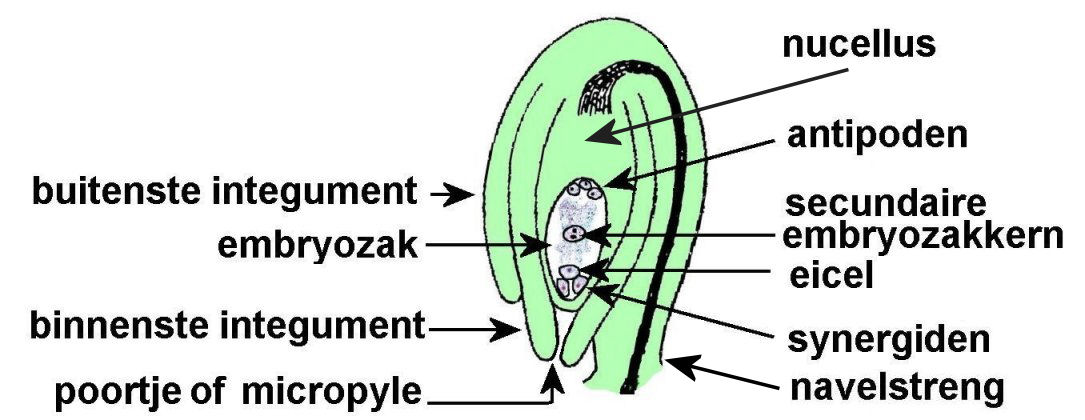
Schematische weergave van een zaadknop, met hierin aangegeven de kiemopening.

Bij de bedektzadigen kan in veel gevallen de pollenbuis vanuit het stuifmeel door de kiemopening de zaadknop binnendringen, waardoor de bevruchting kan plaatsvinden. Hierna sluit de kiemopening zich. De kiemopening bevindt zich meestal in de buurt van het navel van het zaad.
De kiemopening wordt begrensd door één of beide zaadvliezen (integumenten) van de zaadknop. In het laatste geval wordt de opening die door de binnenste zaadvlies wordt opengelaten 'endostoma' genoemd, en de opening die door de buitenste zaadvlies wordt opengelaten 'exostoma'. De kiemopening heet dan 'bistomatisch'. De endostoma en de exostoma hoeven niet precies recht tegenover elkaar te liggen, waardoor de kiemopening een zigzagvorm krijgt.
Bij de zaden van bedektzadigen kan het worteltje van de kiemende embryo door de micropyle naar buiten groeien. Hierop slaat de naam "kiemopening" van deze opening.

## Naaktzadigen

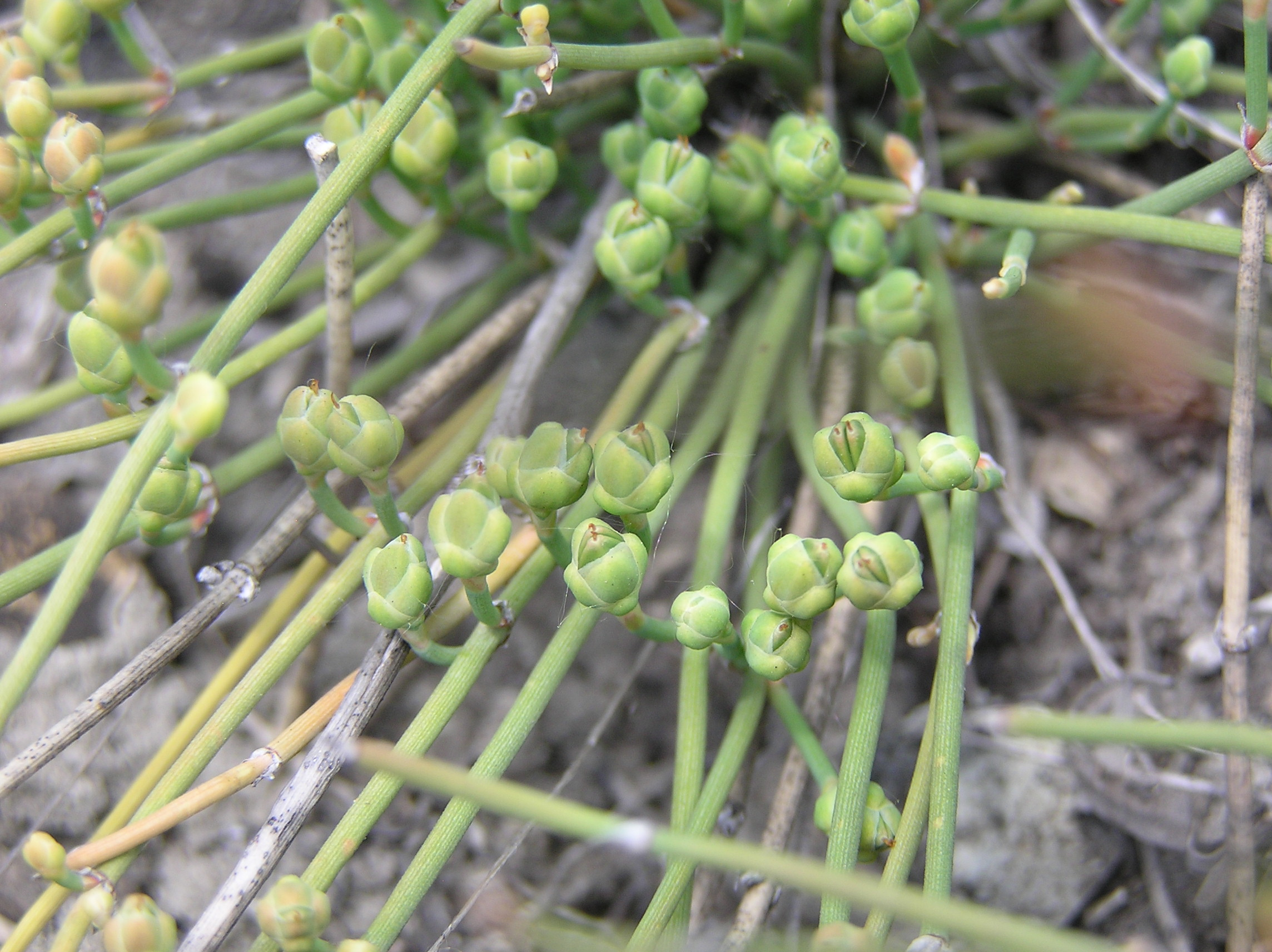
Ephedra distachya, vrouwelijke bloemen met uittredende micropylaire buis

Bij de palmvarens (Cycadales) ontstaat er in de zaadknop een pollenkamer doordat de cellen aan de top van de nucellus (macrosporangium) degenereren. Op de micropyle wordt een kleverige pollinatiedruppel gevormd, waarin het pollen kan blijven hangen. Door indrogen van de pollinatiedruppel die uit de micropyle treedt wordt het pollen naar binnen gezogen naar de pollenkamer.
Bij een aantal naaktzadigen (bij de Gnetales, zoals Welwitschia, Ephedra en Gnetum) wordt door de tot een micropylaire buis uitgegroeide micropyle een pollinatiedruppel naar buiten toe afgescheiden, zodat de stuifmeelkorrels uit de lucht kunnen worden opvangen. Dit wordt het "druppelmechanisme" van de bestuiving genoemd.
In sommige naaldbomen (lariks, zilverspar, douglasspar en ceder) bevinden zich rond de kiemopening cellen die een kleverige stof uitscheiden.